# Alexis Germon
Pour les articles homonymes, voir Germon.
Agnan Jacques Alexis Germon de Villebourgeon, dit Alexis Germon est un politicien et un homme d'affaires français né à Orléans en 1820 et mort en 1887.
Il occupe notamment les postes de maire d'Orléans et de président de la chambre de commerce d'Orléans.

## Biographie
Descendant de Barthélémy Germon de La Rousselière, maire d'Orléans de 1733 à 1735, Alexis Germon est le fils de Charles Germon de Villebourgeon et de Anne Douville, propriétaires de La Rousselière à Ardon.
Le 3 juin 1850, il épouse Alix Bastide du Lude, petite-fille du général-comte Étienne Heudelet de Bierre, dont il aura deux filles (descendance de Laage de Meux, de Laparre de Saint-Sernin, Aubin de Jaurias, Colas des Francs, Desjobert de Prahas, ...) et il réside au no 3 rue Croix-de-Bois à Orléans.
Il est aussi l'oncle du baron Harold Portalis, futur maire d'Orléans de 1899 à 1905, propriétaire du château des Montées à Orléans et Attaché d'ambassade de 1865 à 1870.
Après avoir fait ses études au collège d'Orléans, Alexis Germon reprend les affaires familiales spécialisées dans le courtage et le négoce de cire, implantées à Orléans et à Paris grâce au développement fluvial et commercial de la Loire. Il sera fait Chevalier de la Légion d'honneur. Il meurt à Orléans en novembre 1887. Une communication nécrologique sera faite lors de la séance du 23 novembre à l'Académie de Sainte-Croix par Fernand Baguenault de Puchesse.

## Fonctions officielles
Nommé juge au tribunal de commerce, il devient en 1867 président de la chambre de commerce d'Orléans. En 1875, élu maire à la suite de Léopold Fresnais de Levin, il devient membre d'honneur de l'Académie de médecine et président du Bureau de bienfaisance d'Orléans. Le 8 mai 1876, il est décoré pour 26 années de services consulaires.
Il fait ériger une statue en l'honneur de Robert-Joseph Pothier, éminent jurisconsulte d'Orléans du XVIIIe siècle, réalisée par le sculpteur Gabriel-Vital Dubray. Confronté aux terribles dégâts de la crue de la Loire de 1866, Alexis Germon réclame le réaménagement de la Loire et des crédits pour améliorer l'état des canaux d'Orléans et du Loing.

## Armoiries
« D'argent, au chevron de gueules, acc. en chef d'un croissant d'azur et en pointe d'une rose du second ».